# Triclonella
Triclonella är ett släkte av fjärilar som beskrevs av August Busck 1901. Triclonella ingår i familjen brokmalar, Momphidae.

## Dottertaxa tillTriclonella, i alfabetisk ordning[1]
|  | Triclonella aglaogramma    |
|  | Triclonella bicoloripennis |
|  | Triclonella calyptrodes    |
|  | Triclonella chionozona     |
|  | Triclonella cruciformis    |
|  | Triclonella cupreonivella  |
|  | Triclonella determinatella |
|  | Triclonella diglypta       |
|  | Triclonella elliptica      |
|  | Triclonella etearcha       |
|  | Triclonella iphicleia      |
|  | Triclonella pergandeella   |
|  | Triclonella philantha      |
|  | Triclonella pictoria       |
|  | Triclonella rhabdophora    |
|  | Triclonella sequella       |
|  | Triclonella trachyxyla     |
|  | Triclonella triargyra      |
|  | Triclonella turbinalis     |
|  | Triclonella umbrigera      |
|  | Triclonella xanthota       |
|  | Triclonella xuthocelis     |